# Tuyến trên (làm phim)
Tuyến trên là thuật ngữ chỉ những người trực tiếp hướng dẫn, tác động và tham gia vào quá trình chỉ đạo, sáng tạo, sản xuất, diễn xuất của một bộ phim. Danh sách này bao gồm (nhưng không bị giới hạn bởi) nhà biên kịch, nhà sản xuất, đạo diễn và các diễn viên.
Thông thường, thuật ngữ này được sử dụng khi nói về kinh phí làm phim. Chi phí làm phim tuyến trên thường được thiết lập, thỏa thuận, chi trả và/hoặc đảm bảo trước khi quá trình quay phim chính bắt đầu. Chúng có thể bao gồm chi phí cho tác phẩm gốc mà kịch bản phim dựa theo, chi phí quyền tác giả cho kịch bản, chi trả cho nhà biên kịch, nhà sản xuất, đạo diễn, các diễn viên chính và các khoản liên quan như tiền chi trả cho trợ lý sản xuất, trợ lý đạo diễn hoặc trợ lý diễn viên.